# Skeets McDonald
Pour les articles homonymes, voir McDonald.
Enos William McDonald connu sous le nom de Skeets McDonald, né le 1er octobre 1915 à Greenway (Arkansas) et mort le 31 mars 1968 à Los Angeles, est un chanteur-auteur-compositeur de musique country et de rockabilly et acteur américain. 

## Biographie
Cadet d'une famille de sept enfants, il suit son frère aîné à Détroit (Michigan) au début des années 1930. En 1935, il entre dans son premier groupe, les Lonesome Cowboys puis forme son propre groupe et joue dans des clubs locaux. De 1937 à 1943, il travaille également pour plusieurs stations de radios du Michigan à Royal Oak, Flint et Pontiac.
Pendant la Seconde Guerre mondiale, il sert en Afrique du Nord et en Extrême-Orient (1943),ce qui lui vaut une Bronze Star. À la libération, il travaille à la radio et à la télévision à Dearborn, dans le Michigan. Il réalise alors ses premiers enregistrements pour Fortune Records en 1950 avec Johnnie White and the Rough Riders (ou His Rhythm Riders), et chez London Records et Mercury Records sous le nom de Skeets Saunders.
En 1951, il s'installe à Los Angeles où il devient un habitué du Hometown Jamboree de Cliffie Stone ainsi que du Town Hall Party (en). Il signe alors chez Capitol Records qui le considère comme un concurrent à Lefty Frizzell de chez Columbia Records. Capitol lui demande de continuer à diffuser des chansons country plutôt que du rockabilly. Il enregistre plus de 80 titres pour le label, dont en 1952, Don't Let the Stars Get in Your Eyes qui sera no 1 des ventes durant 18 semaines. En 1956, après l'explosion du rock 'n' roll, on le laisse enfin enregistrer des disques de rockabilly comme You Oughta See Grandma Rock et Heart-Breakin' Mama, où il est accompagné par le jeune guitariste Eddie Cochran. À la fin des années 1950, il apparaît dans Ozark Jubilee (en) et continue d’enregistrer pour Capitol jusqu'à l'album The Country's Best.
McDonald signe en 1959 chez Columbia à Nashville. Plusieurs de ses titres entrent au Billboard, tels This Old Heart (no 21 en 1960), Call Me Mr. Brown (no 9 en 1963), Big Chief Buffalo Nickel (Desert Blues) (no 29 en 1966) et Mabel (no 28 en 1967). Laché par la firme, il enregistre un dernier single chez Uni début 1968.
Comme acteur, il joue dans Saddle Pals avec Johnny Mack Brown, Ma and Pa Kettle Go To Town (1950), The Glenn Miller Story (1954) et Hud (1963) où il chante Driftwood on the River avec Janet McBride.
Il meurt d'une crise cardiaque le 31 mars 1968 à Los Angeles.

## Discographie

### Albums
| Année | Album                         | Label    |
| ----- | ----------------------------- | -------- |
| 1958  | Goin' Steady with the Blues   | Capitol  |
| 1959  | The Country's Best            | Capitol  |
| 1964  | Call Me Skeets                | Columbia |
| 1967  | Skeets                        | Sears    |
| 1969  | Tattooed Lady and Other Songs | Fortune  |

### Singles
| Année | Single                                            | US Country |
| ----- | ------------------------------------------------- | ---------- |
| 1952  | Don't Let the Stars Get in Your Eyes              | 1          |
| 1956  | You Oughta See Grandma Rock / Heart-Breakin' Mama |            |
| 1960  | This Old Heart                                    | 21         |
| 1963  | Call Me Mr. Brown                                 | 9          |
| 1965  | Big Chief Buffalo Nickel (Desert Blues)           | 29         |
| 1967  | Mabel                                             | 28         |